# Rabat Ajax FC
Rabat Ajax Football Club je maltský fotbalový klub z města Rabat. Založen byl roku 1930 jako Rabat Rovers. Roku 1937 se sloučil s dalšími dvěma kluby, Rabat Rangers a Old City, a vznikl Rabat Zvanks. V roce 1938 byl přejmenován na Rabat FC. Roku 1980 se sloučil s místním klubem Ajax a vznikl Rabat Ajax FC. Dvakrát se stal maltským mistrem (1985, 1986) a jednou získal maltský pohár (1986). V sezóně 1983/84 se prvně podíval do evropských pohárů, v Poháru UEFA ztroskotal v 1. kole na Interu Bratislava, o sezónu později ve stejném poháru na Partizanu Bělehrad. Zisk dvou titulů mu zajistil též dva starty v Poháru mistrů evropských zemí, v sezóně 1985/86 vypadl s Omonií Nikósia, o rok později s FC Porto.

## Trofeje
- Maltská Premier League (2×)[1]
  - 1984/85, 1985/86
- Maltský Pohár (1×)[2]
  - 1985/86
- Maltský Superpohár (2×)[3]
  - 1985, 1986